# Potštejn (hrad)
Potštejn (dříve též Potštýn, německy Puttenstein či Pottenstein) je rozsáhlá zřícenina hradu na zalesněném kuželovitém návrší jihovýchodně od obce Potštejn v okrese Rychnov nad Kněžnou ve východních Čechách, je dominantou střední části Podorlicka. Areál hradu je chráněn jako kulturní památka.

## Historie

### Před vybudováním hradu
Na hradním vrchu stávalo již v pravěku hradiště, které bylo poškozeno, nebo zcela zničeno stavbou středověkého hradu. Podle nalezené keramiky bylo osídleno v době lužické a slezskoplatěnické kultury.

### 13. až 15. století

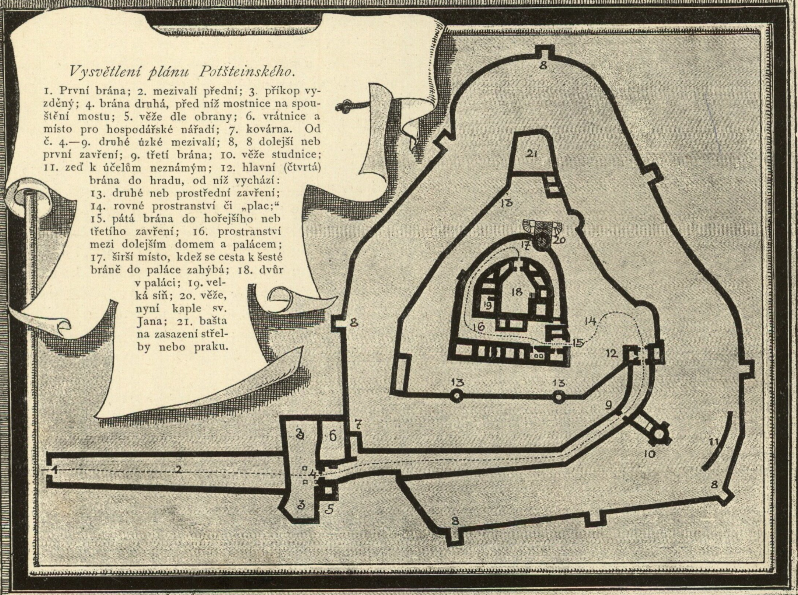
Půdorys hradu Potštejna (A. Sedláček: Hrady, zámky a tvrze království Českého, Díl 2., 1883)

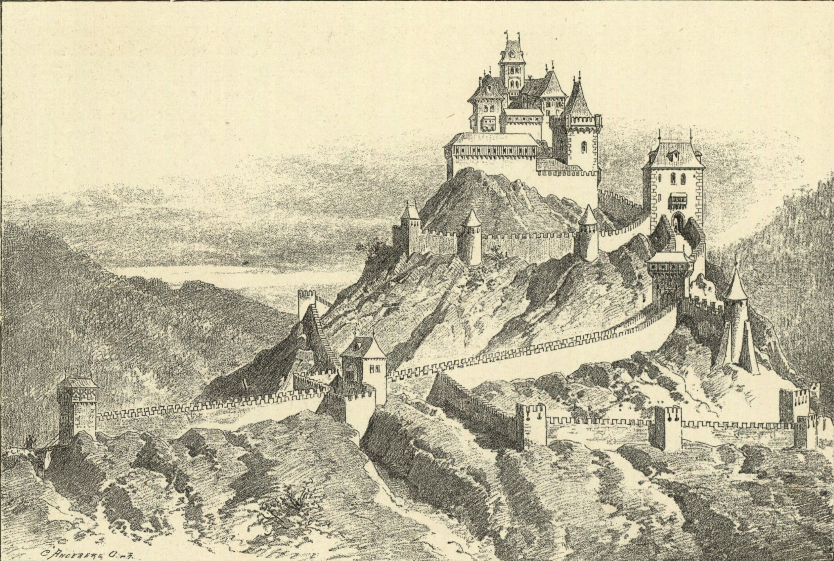
Rekonstrukce podoby Potštejna na začátku 16. století (A. Sedláček: Hrady, zámky a tvrze království Českého, Díl 2., 1883)

Gotický hrad byl vystavěn v souvislosti s kolonizací povodí středního toku Divoké Orlice Půtou z rodu západočeských Drslaviců zřejmě na konci 13. století. Po Půtovi byl také pojmenován – Půtův kámen, Puttenstein, zkomoleně Potštejn. V části literatury se pro dobu vzniku hradu uvádí rozmezí let 1270 až 1287.
| „Odtud [z dnešní Bratislavy] jsem táhl obléhat hrad Potštejn, poněvadž povstal proti mně i králi českému a protože z něho bylo pácháno mnoho loupeží. A ačkoliv byl považován za nedobytný, přece jsem ho v devíti týdnech dobyl a věž s pánem, majetníkem hradu, jsem strhl k zemi a také hradby i všechen hrad jsem srovnal se zemí.“ |
| Karel IV. ve vlastním životopise (v překladu do moderní češtiny) |

V roce 1312 jsou zmiňováni majitel hradu Procek z Potštejna a jeho syn Mikuláš a to v souvislosti se sporem obou osob s pražskou patricijskou rodinou Prošů. Mikuláš z Potštejna pak v následujících letech patřil k největším odpůrcům Lucemburků v Čechách a stal se loupeživým rytířem. Proto byl hrad v roce 1339 markrabětem Karlem obležen, během 9 týdnů dobyt, zabrán a rozbořen. Mikuláš z Potštejna byl při obléhání hradu zabit. V roce 1341 král Jan Mikulášovým synům většinu zboží vrátil, avšak Potštejn si ponechal. Půticové proto přenesli své sídlo na nedaleký Velešov.
V roce 1356 Karel IV. od Mikulášových potomků Potštejn odkoupil a přistoupil k obnově hradu, který se měl stát centrem královského potštejnského panství. Před rokem 1371 Karel IV. hrad zastavil opolskému knížeti Bolkovi, který je zde doložen ještě o pět let později. V roce 1396 král Václav IV. hrad zastavil Jindřichovi Lacembokovi z Chlumu a o dvě léta později moravskému markraběti Prokopovi. V roce 1399 byl hrad neúspěšně obléhán vojsky panské jednoty, která vystoupila proti Václavovi IV. V roce 1410 král Václav postoupil hrad své manželce Žofii, ale současně jej udělil do zástavy Hynkovi Krušinovi z Lichtenburka.
Po smrti královny Žofie v roce 1425 se hrad dostal králi Zikmundovi, který jej v roce 1429 dal do zástavy Půtovi nejmladšímu z Častolovic, hlavnímu odpůrci husitství ve východních Čechách. Brzy na to byl hrad obležen východočeskými sirotky a po půlročním obléhání dobyt. Po Půtově smrti přešel na jeho matku kněžnu Annu Osvětimskou, která postoupila zástavní právo již zmíněnému Hynkovi Krušinovi z Lichtenburka. Jeho syn Vilém Krušina všechna svá práva v roce 1454 postoupil Jiřímu z Poděbrad, jemuž patřilo sousední litické panství. Význam Potštejna v této době poklesl, neboť Jiří sídlil na Liticích. S jeho svolením se hrad stal posledním útočištěm husitského hejtmana Bedřicha ze Strážnice, který zde v roce 1459 zemřel.
Po smrti krále Jiřího přešly jeho východočeské statky na syna Bočka z Poděbrad, který je záhy postoupil svému bratrovi Jindřichovi Münsterberskému. Ten z důvodu velkého zadlužení v roce 1495 litické panství prodal a současně postoupil zástavní práva k panství potštejnskému Vilémovi z Pernštejna. V roce 1497 změnil král Vladislav Jagellonský zástavu v dědičnou držbu a hrad se stal na více než půlstoletí významnou oporou rodu Pernštejnů ve východních Čechách.

### 16. a 17. století

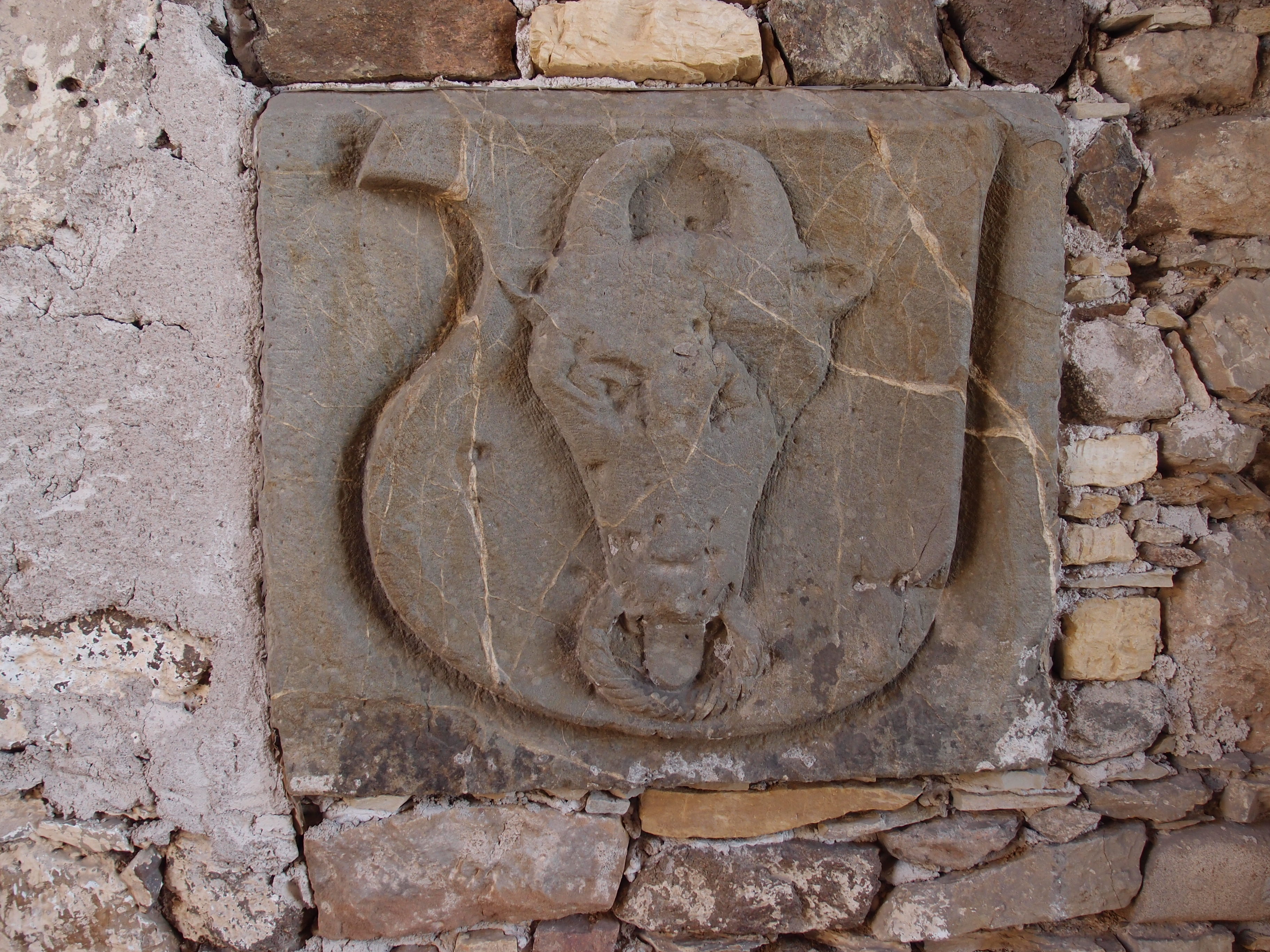
Erb Pernštejnů z páté brány hradu

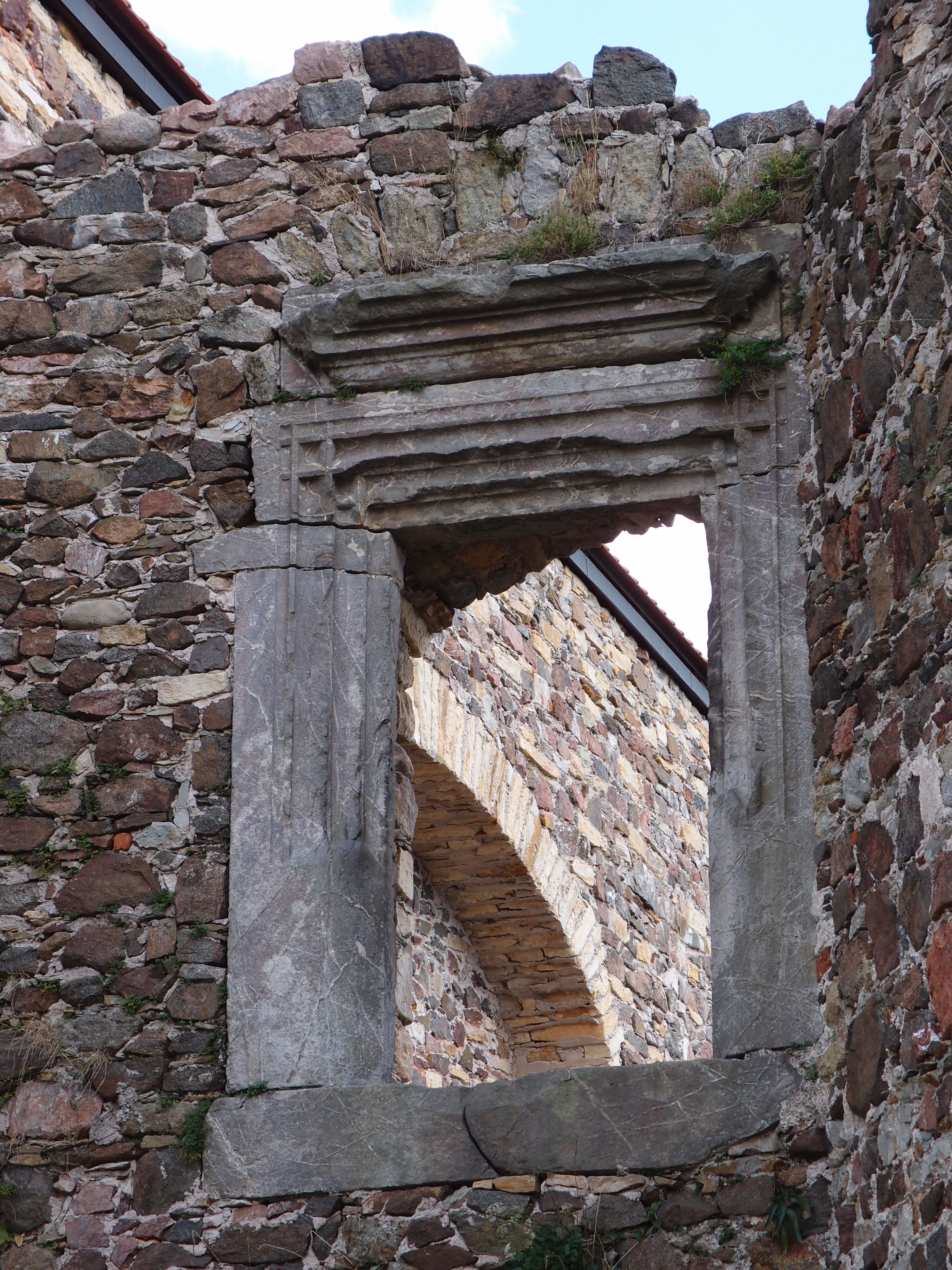
Okenní ostění horního hradu

Vilém z Pernštejna v průběhu první čtvrtiny 16. století hrad nákladně přestavěl v rezidenční a správní centrum pernštejského dominia ve východním Hradecku. Z doby jeho nástupce, syna Vojtěcha z Pernštejna, se dochoval řád pro potštejnského úředníka, který obsahuje i jmenný seznam zaměstnanců na Potštejně a výši jejich půlročního platu. Na hradě a v podhradí žilo 43 osob vrchnostenského personálu včetně čeledě poplužního dvora. Na prvním místě seznamu je uveden potštejnský purkrabí Jan Okrouhlický s platem 40 kop grošů. Po Vojtěchově smrti v roce 1534 se ujal statků jeho bratr Jan zvaný „Bohatý“, kterému se nepodařilo odvrátit hrozící finanční kolaps rozlehlého pernštejnského dominia. Jeho syn Jaroslav, který převzal správu Potštejna v roce 1548, byl donucen větší část rodových statků postupně rozprodat. V roce 1556 se spojené potštejnsko-litické panství dostalo do držení rýnského falckraběte Arnošta, který jej po dvou letech rozdělené na několik větších i menších částí opět prodal. Nově vymezené potštejnské panství získal Václav Hrzán z Harasova a na Jenštejně.
Do doby Václavova syna Adama Šťastného, který se otcovského majetku ujal v roce 1576 po předcházející poručnické správě, spadá částečná renesanční obnova horního hradu, která však přispěla k narůstajícímu zadlužení majitele. Po smrti Adama Šťastného v roce 1598 na místě jeho dcery Anny Kateřiny spravoval Potštejn Adam starší Hrzán z Harasova, majitel nedalekého lanšpersko-lanškrounského panství. Po roce 1603, kdy se Anna Kateřina ujala správy majetku, význam hradu slábne. Hlavním sídlem vrchnosti se stal tzv. Dvoreček v Kostelci nad Orlicí a na hradě nadále pobývala již jen část správního personálu. Kvůli vysokému zadlužení byla Anna Kateřina v roce 1629 donucena panství prodat císařskému generálovi Kašparovi z Grambu. Ten část panství, tvořenou městem Kostelec nad Orlicí a k němu přilehlými obcemi odkázal jezuitské koleji sv. Klimenta na Starém Městě pražském a zmenšeného potštejnského statku se ujala jeho dcera Františka Magdalena provdaná za Václava Zárubu z Hustířan.
V majetku tohoto rodu hrad a panství zůstaly dalších více než 100 let. Hrad postupně pustl, avšak ještě v roce 1681 jej Bohuslav Balbín označil za obyvatelný. 

### 18. až 21. století
V roce 1746 prodala dcera posledního mužského zástupce Zárubů z Hustířan hrad a městečko Potštejn s částí vsí slezskému emigrantovi Janu Ludvíkovi Harbuvalovi Chamaré, který nechal v městečku vybudovat nový zámek. Aktivity tohoto rodu se na vnějším vzhledu hradu Potštejna podepsaly výrazným způsobem, a to v dvojím ohledu. V obvodu hradu vznikly nové sakrální stavby, ale zároveň došlo k devastaci řady objektů následkem hledání tzv. Potštejnského pokladu.
V závěru 19. století se stal hrad Potštejn oblíbeným výletním místem potštejnských letních hostů i vzdálenějších návštěvníků. Významnější zabezpečovací práce byly zahájeny až v závěru 30. let 20. století, kdy hradní areál získal Klub československých turistů, v době okupace však byly práce nuceně zastaveny. V roce 1945 byl velkostatek Dobřenských z Dobřenic konfiskován, hrad přešel do majetku České obce sokolské a pak státních lesů. V sedmdesátých letech vznikl plán nákladného statického zajištění zříceniny, z něhož bylo v roce 1976 realizováno pouze zastřešení 4. brány. V osmdesátých letech byl hrad přičiněním hnutí Brontosaurus zbavován náletových křovin a došlo i na drobné konzervační práce. V té době byla do podoby kulisy sanována přední část 5. brány.
| Rok  | Počet návštěvníků |
| ---- | ----------------- |
| 2016 | 17 877            |
| 2017 | 16 067            |

Po roce 1989 se hrad Potštejn stal majetkem obce, která jej v roce 1994 zpřístupnila veřejnosti.
Současně započala rozsáhlá postupná konzervace dochovaného zdiva a celková úprava areálu. V rámci těchto aktivit byly prostory čtvrté brány adaptovány pro potřeby správce hradu a nově byla zastřešena kaple horního hradu. O hrad se dobrovolnicky stará skupina převážně místních seniorů zvaná Dědkostav.

## Stavební vývoj

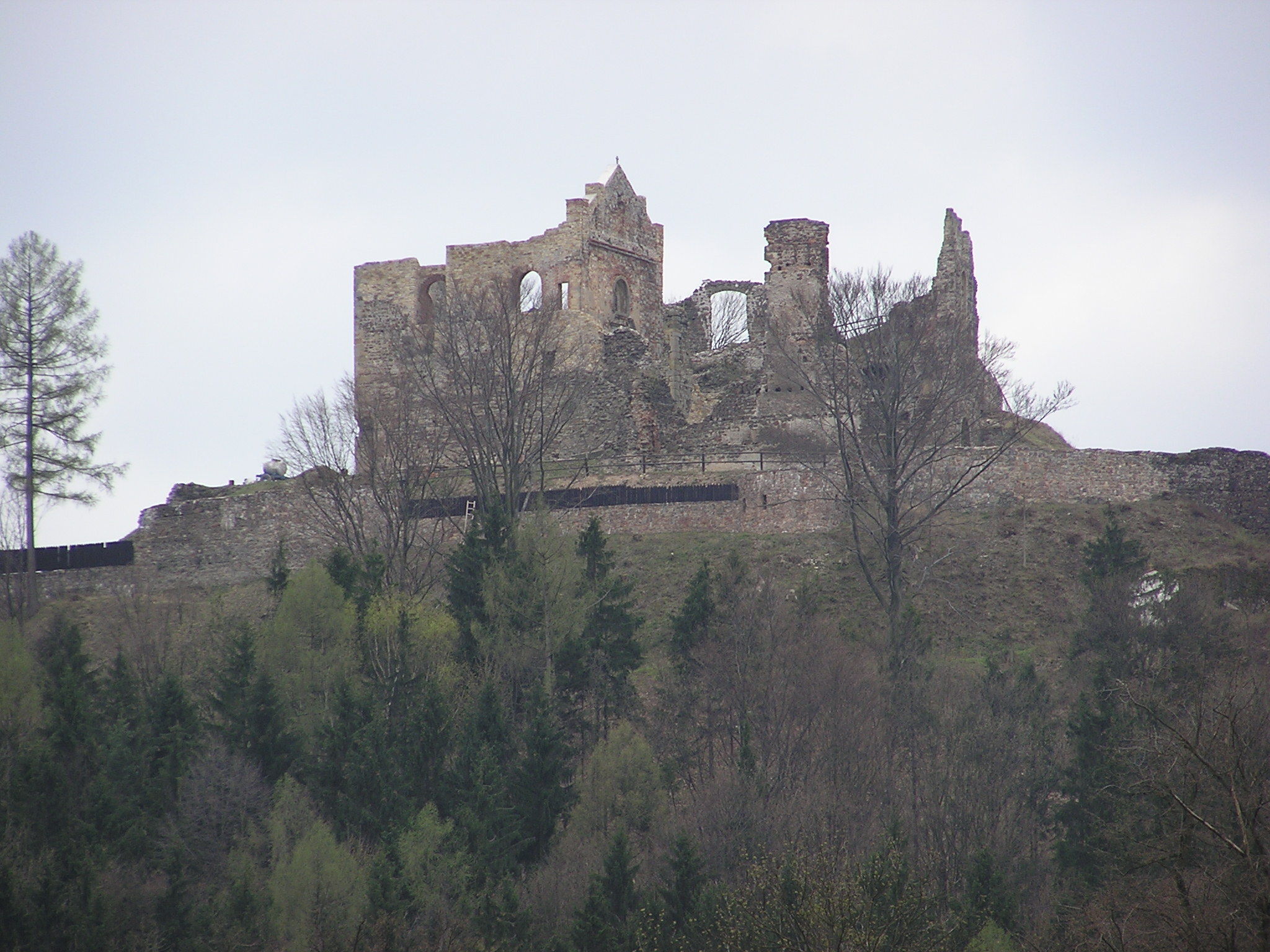
Pohled na jádro hradu (2005), před obnovením kaple sv. Jana Nepomuckého

Hrad Drslaviců se s velkou pravděpodobností rozkládal pouze ve vrcholové partii kopce a svou plochou se zřejmě kryl s dnešním horním hradem. Patrně se jednalo o hrad bergfritového typu. Druhá stavební fáze spadá do období krále Karla IV., kdy byl hrad obnoven a rozšířen mimo jiné o nedochovanou hospodářskou budovu, následující za dnešní 5. branou. Práce řídil purkrabí Půta nejstarší z Častolovic. Tato fáze výstavby skončila pravděpodobně ještě před rokem 1360, kdy je poprvé doložena existence hradní kaple.
Významnou fázi stavebního vývoje hradu představují aktivity Viléma z Pernštejna, který přestavěl horní hrad a podstatně rozšířil obranný systém. Nechal vybudovat přístupový koridor a dva nové hradební okruhy. Součástí středního, který měl nést hlavní tíhu obrany, byly tři půlkruhové bašty, velká jižní bašta a vstupní brána s další nepravidelnou baštou. Hradba dosahovala průměrné šíře 1,4 m a ve výši šesti metrů byla ukončená ochozem s předprsní zídkou (zřejmě s cimbuřím). Bašty byly opatřeny střílnami, které umožňovaly nasazení těžších palných zbraní. Nejpozoruhodnějším obranným prvkem je dnešní 2. brána, kterou předcházel oboustranně vyzděný příčný příkop s padacím mostem. K bráně přiléhající část koridoru byla zaklenuta a celá bašta obsypána zeminou. Vznikl bolwerk (velká zemní bašta, charakteristická pro pozdně středověké pevnostní systémy), na jehož korunu bylo možné umístit řadu těžkých děl k obraně úseku, kde terén kladl útočníkům nejmenší překážky. Studna byla chráněna válcovou věží spojenou s hradbou koridoru zděnou šíjí. Přestavba horního hradu vyústila v téměř souvislou obvodovou zástavbu s množstvím kamenných architektonických článků.

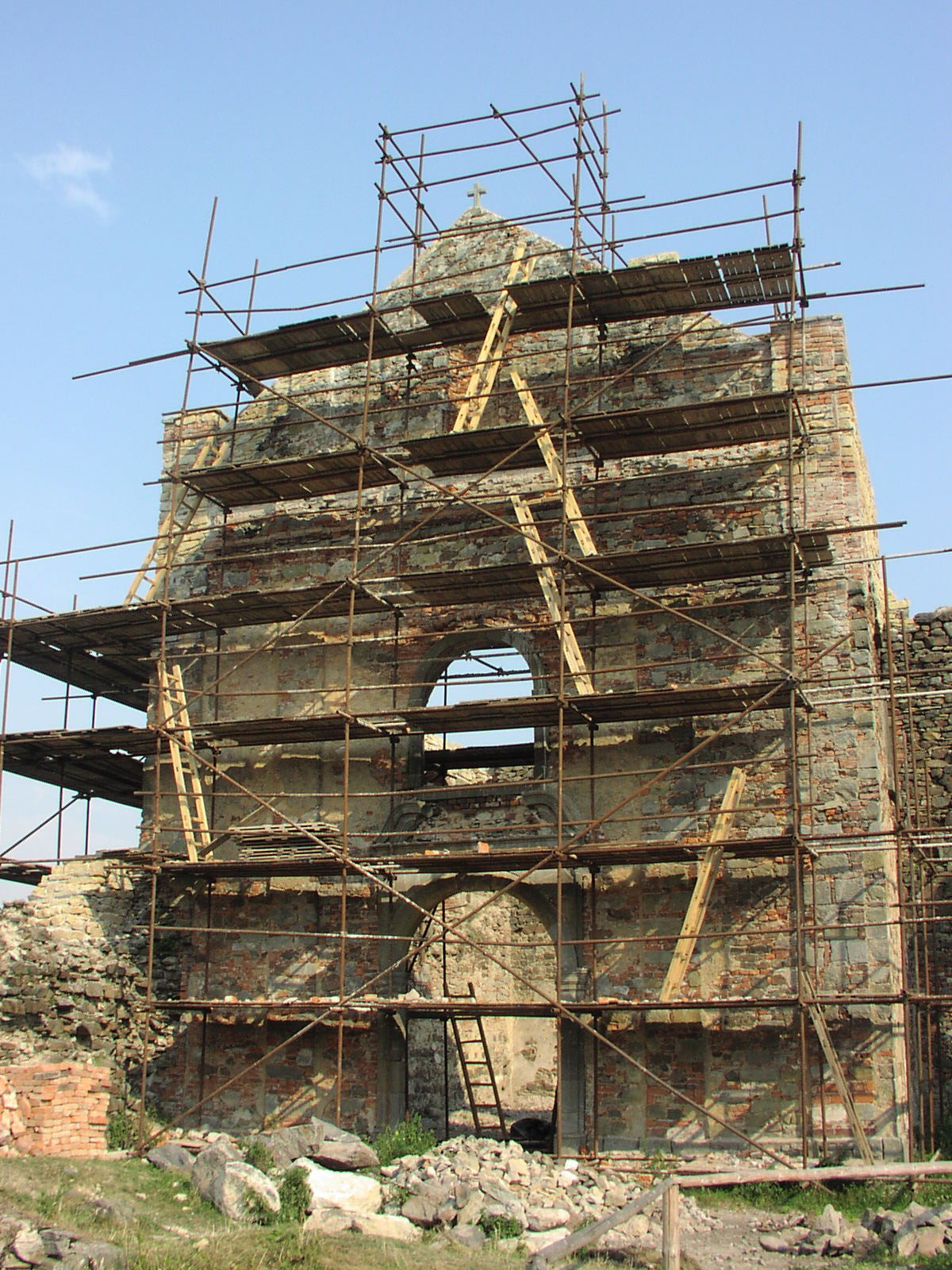
Renovace kaple svatého Jana Nepomuckého, stojící na místě původního hradního paláce (2003)

Renesanční adaptace některých částí horního hradu v době Adama Šťastného z Harasova představuje ve srovnání s dobou Pernštejnů svým rozměrem spíše jen epizodu, nicméně podílel se na ni Ital Burian Gozzi, který byl angažován na stavbách zámku v Doudlebech nad Orlicí a tzv. Dvorečku v Kostelci nad Orlicí. Úpravy postihly zejména pátou bránu zvýšenou o čtvrté patro a navazující severovýchodní křídlo. Tyto objekty zřejmě převzaly rezidenční funkci na místě poněkud těsnějších prostor nejstaršího jádra hradu.

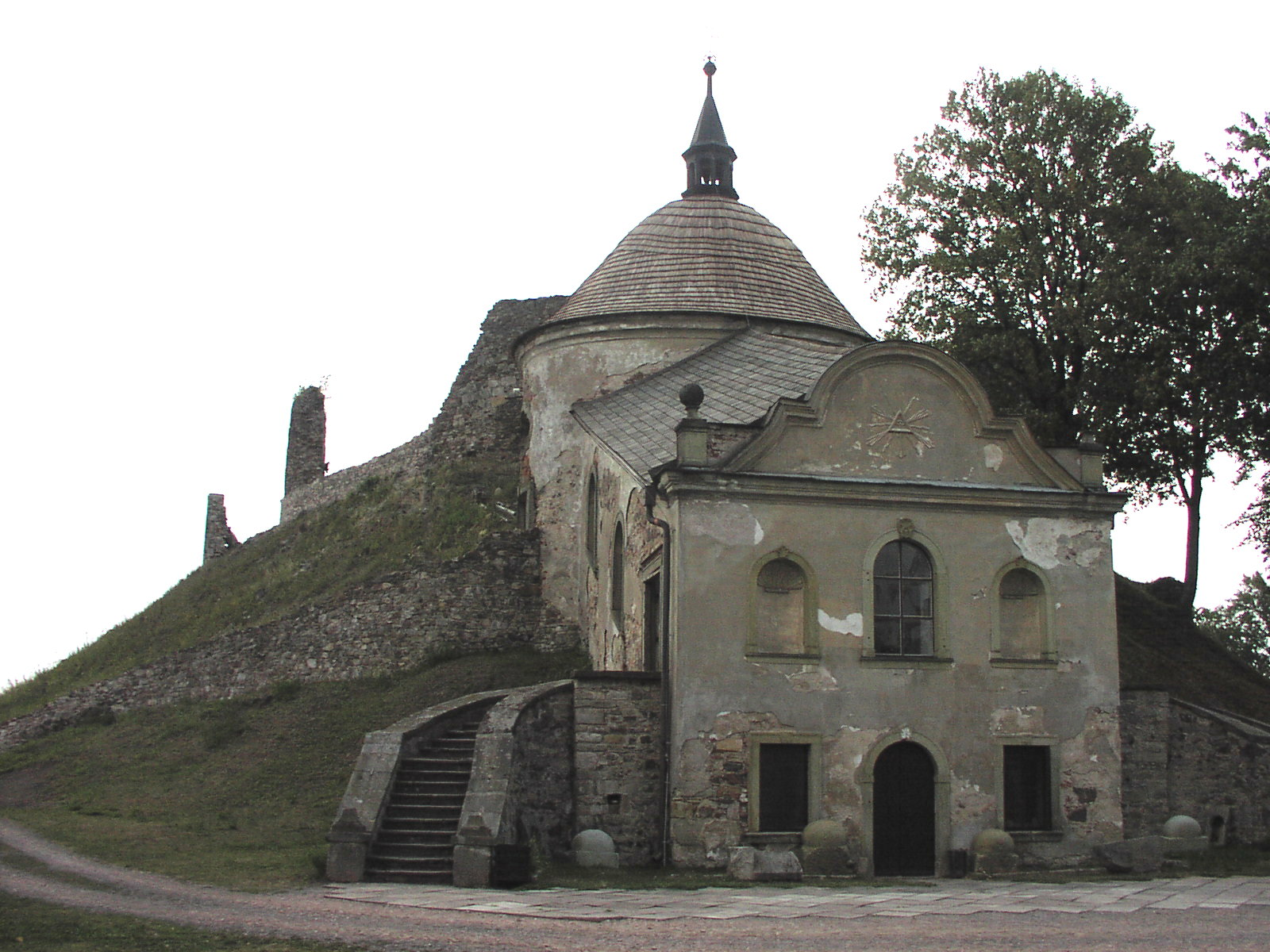
Kaple Svatých schodů

Stavební aktivity rodu Harbuval Chamaré vedly k vytvoření objektů, které dnes patří k nejdochovanějším stavbám potštejnského hradu a výrazně určují jeho dnešní kolorit. Manželka Jana Ludvíka, Anna Barbora ze Sanningu nechala mezi lety 1750–1752 ve východní části horního hradu vybudovat kapli sv. Jana Nepomuckého, přesahující směrem do nádvoří původní půdorys hradního paláce. V roce 1762 kaple vyhořela, byla záhy opravena, avšak v průběhu 19. století se změnila ve zříceninu. Anna Barbora také v roce 1754 nechala vystavět z městečka na hrad křížovou cestu, vycházející od kostela sv. Vavřince, která z části sledovala původní přístupovou cestu k hradu. Její ústřední místo, Kalvárie, bylo situováno do severní části bolwerku u druhé brány. Vyvrcholením těchto aktivit byla výstavba kaple Svatých schodů ve svahu mezi dolním nádvořím a parkánem horního hradu mezi lety 1762–1766, která je dnes vůbec nejlépe dochovaným objektem potštejnského hradu. Je dílem Jana Antonína Harbuval Chamaré, který ve Vídni vystudoval právo a architekturu. V roce 1831 byla tato kaple opravena a nově zasvěcena sv. Janovi Nepomuckému, neboť kaple na horním hradě byla již značně zchátralá.

## Pověst o pokladu

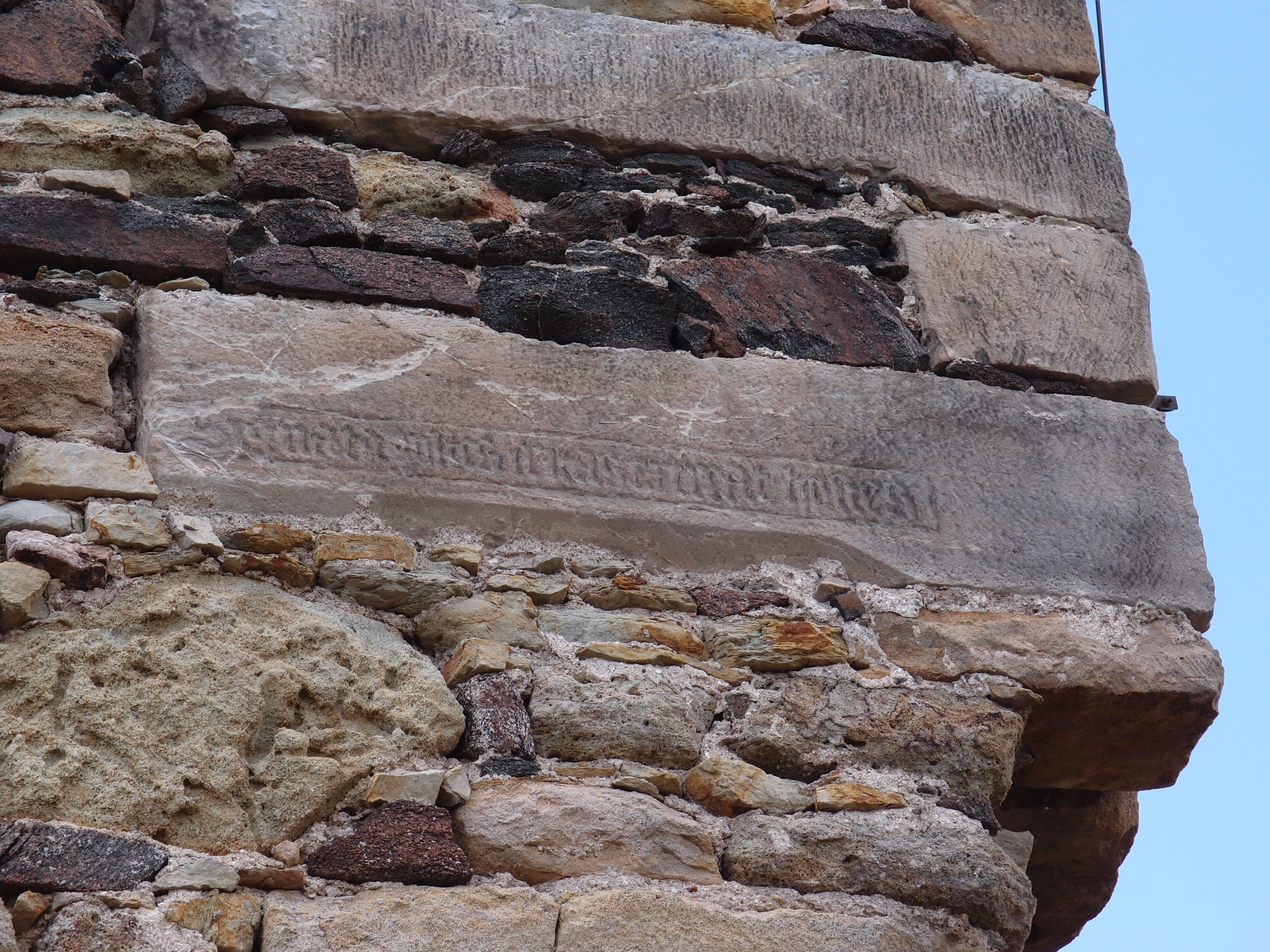
Kámen se záhadným středověkým nápisem, jenž inspiroval hledání pokladu

Podle pověsti prý je v podzemí Potštejna ukrytý velký poklad z dob loupeživého pána Mikuláše.
Příběh je známý zejména prostřednictvím historické novely Poklad Aloise Jiráska, uveřejňované od ledna 1881 na pokračování v časopise Světozor. Na jeho počátku stojí hrabě Jan Antonín Harbuval Chamaré, syn Jana Ludvíka, který na rozdíl od svého otce uvěřil starším pověstem o ukrytém pokladu a desítky let věnoval marnému pátrání. Jeho naděje povzbudil mylný výklad pozdněgotického minuskulního nápisu na jednom z opracovaných kvádrů, vloženém vysoko do východního nároží hradního paláce. Latinský obtížně čitelný nápis ve formě hexametru byl od 70. let 18. století, kdy byl objeven, vykládán různě; čtení, k němuž se pod silnou inspirací Karla J. Bienera z Bienenberka přiklonil hrabě Chamaré, znělo Signata instes [c]a[r]itas extir[p]at hostes („Znamenaný (hrade), vytrvávej, pak láska vyhladí nepřátele“), což ovšem hrabě pochopil zásadně jinak než rytíř Biener a vyložil si hexametr jako zašifrovaný pokyn k vykopání pokladů („Vytrvej při znameních, Boží milost vyhladí nepřátele“).
Výsledkem následného dlouholetého intenzivního pátrání bylo vytvoření mnoha desítek metrů chodeb pod úrovní horního hradu, což vedlo k destrukci části zdiva dochovaných budov. Kopáči občas nacházeli v některých zavalených chodbách kameny se značkami (pravděpodobně kamenickými), které si fantazírující hradní pán vykládal jako další šifrované ukazatele k pokladu. Svědectví o těchto snahách nakonec zanechal hrabě Chamaré v německy psaném rukopisu svých pamětí, v jehož příloze se dochoval i plán hradu se zaznačenými vykopanými chodbami.
Současná věda se přiklání k tomu, že kámen byl původně překladem dveřního ostění, na němž byla někdy ve 2. pol. 15. století vytesána ochranná průpovídka ve znění: Signat Thau postes: deitas ext[er]reat hostes (podle rozluštění a překladu Bohumila Ryby: „Tau označuje veřeje, Bůh nechť zastraší nepřátele“). Kámen byl na poč. 16. století, za pernštejnské přestavby hradu, druhotně uložen na své nynější místo, kde o více než půldruhého století později začal budit takovou pozornost.
Podle archeologů není pravděpodobné, že by se pod troskami hradu, vzhledem k jeho historii, mohl ještě nějaký dosud nenalezený středověký poklad nalézat. Doposud nejcennějším objevem byl kachlový soubor, mezi běžné objevy patřila také středověká keramika či kusy kovu.